# Alamo (Tennessee)
Alamo – miasto w Stanach Zjednoczonych, w stanie Tennessee, w hrabstwie Crockett. Według danych z 2000 roku miasto miało 2392 mieszkańców. Zgodnie danymi United States Census Bureau miasto zajmuje 5,6 km² (2,2 mil2).